# Kerkburcht Ostheim

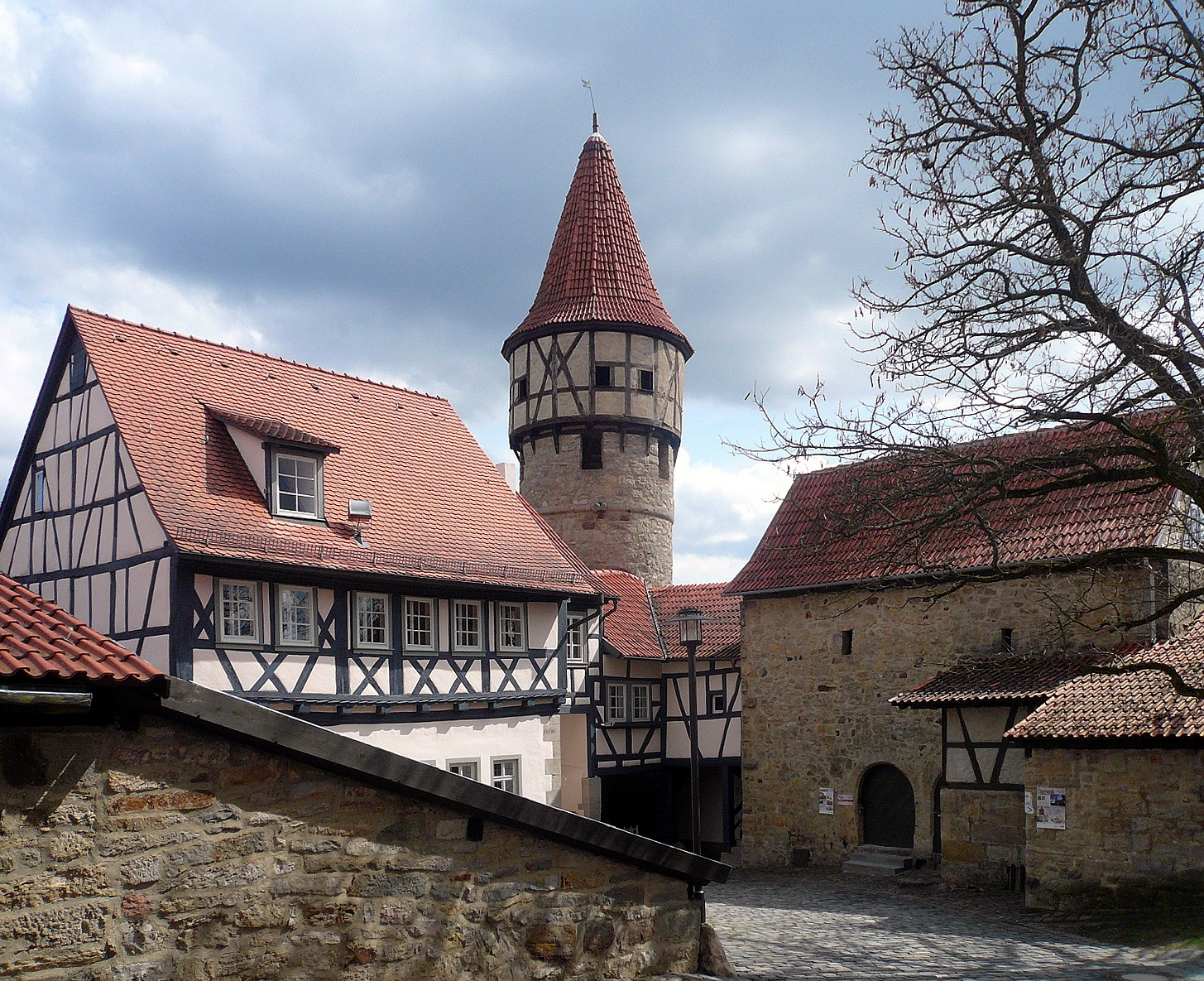
Schoolgebouw, Schulglockenturm en Steingaden

De Kirchenburg Ostheim is een kerkburcht (ook wel vestingkerk of weerkerk) in de stad Ostheim vor der Rhön in de Duitse deelstaat Beieren.
De plaatselijke stadskerk St. Michael is omgeven door twee ringmuren, die tussen 1400 en 1450 zijn gebouwd. Tussen de muren ligt een open ruimte, een zogenaamde dwingel. De dubbele ringmuur heeft vijf verdedigingstorens en is versterkt met zes bastions, halverwege tussen de torens. De protestantse kerk is tussen 1615 en 1619 in renaissancestijl gebouwd op de fundamenten van een eerdere kerk. Binnen de fortificatie bevinden zich 66 gewelfkelders en 72 opslaghutten (Gaden), die in tijden van oorlog als toevluchtsoord dienden en waar de dorpsbewoners in crisistijden hun hebben en houden veilig konden opslaan. Met een grondoppervlakte van 75 bij 75 meter is het de grootste en best bewaard gebleven kerkburcht in Duitsland. De lokale bevolking gebruikt een deel van de gewelfkelders nog steeds als opslagruimte.

## Ligging
De kerkburcht ligt aan de noordelijke stadsrand van Ostheim, op een terrein dat richting het zuiden licht afloopt naar de Streu, een zijrivier van de Fränkische Saale. Gelegen op 310 meter boven NAP steekt de vestingkerk ongeveer 10 tot 15 meter boven de stad uit.[3] Ze staat in het grensgebied van de voormalige grondgebieden van de bisschoppen van Würzburg in het zuiden, de abdij van Fulda in het westen en de graven Von Henneberg in het noorden. Langs de kerkburcht lopen zowel de Ortesweg, een handelsroute die al in de tijd van de Kelten bestond, alsook de Hohen Straße, een historische verkeersweg tussen Fulda en Bamberg.

## Betekenis
De Kirchenburg Ostheim is met een oppervlakte van ongeveer 0,6 hectare een van de grootste kerkburchten in Duitsland. Vergelijkbare bouwwerken, zoals bijvoorbeeld de kerkburchten in Walldorf en Rohr in de deelstaat Thüringen, beslaan ongeveer 0,3 tot 0,4 hectare. Het is de enige kerkburcht in Duitsland die is omgeven door een dubbele ringmuur met een dwingel en meerdere torens en bastions. De kerkburcht is volledig behouden gebleven, op de zuidwestzijde na. Alle gewelfkelders en Gaden zijn nog toegankelijk. De Kirchenburg Ostheim werd in 2003 tot Denkmal von nationaler Bedeutung (monument van nationaal belang) verklaard.

## Geschiedenis

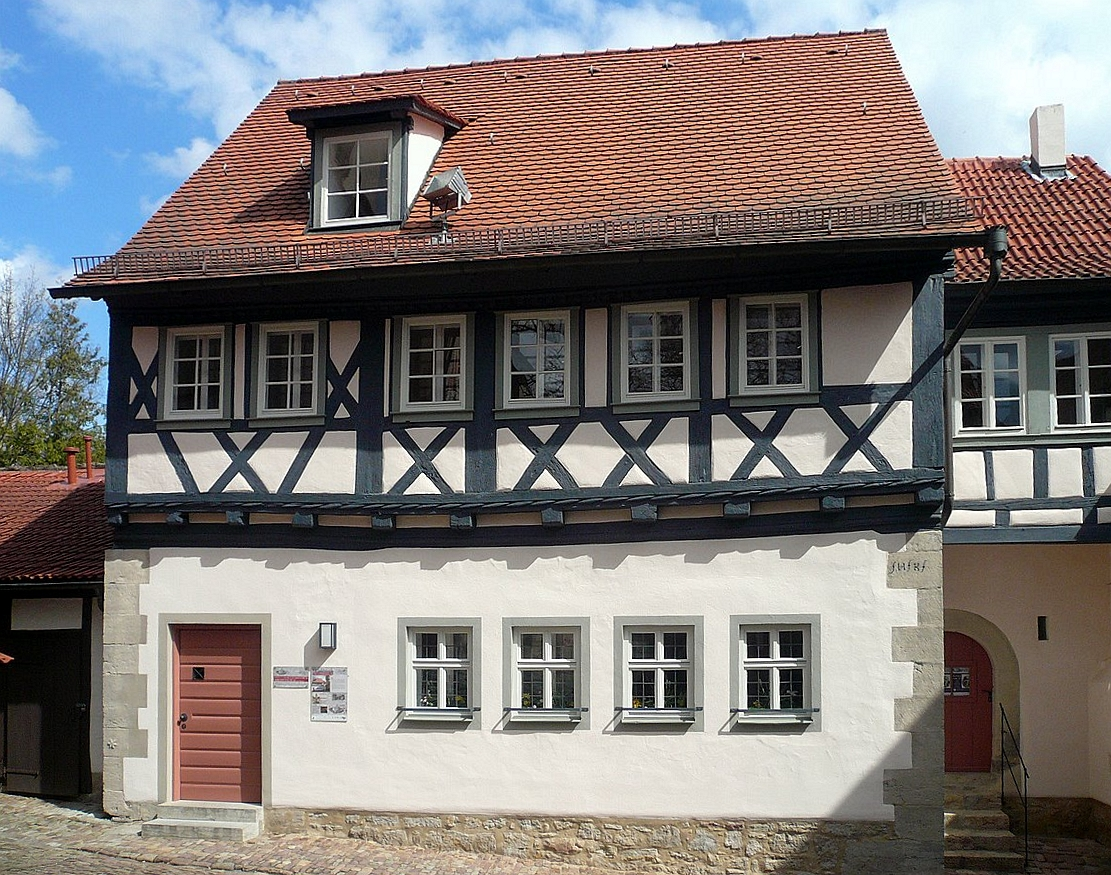
Voormalige kerkschool

Ostheim met haar kerkburcht en het omliggende gebied lagen in een territoriaal versplinterd gebied dat vaak in andere handen kwam. In de loop der eeuwen hadden onder meer het Keurvorstendom Mainz, de graven von Mansfeld en de hertogen van Saksen het er voor het zeggen. Voor de Tweede Wereldoorlog hoorde Ostheim bij Thüringen, maar sinds 1945 ligt het in de deelstaat Beieren. Sinds 1410 is het kerkelijk zelfstandig en in 1596 kreeg Ostheim stadsrechten. De adellijke bovenlaag kon zich bij militaire conflicten terugtrekken in de Lichtenburg, een kasteel dat twee kilometer noordwaarts lag. Terwijl op andere plaatsen de bevolking bescherming vond achter een stadsmuur, moesten de bewoners van Ostheim het oorlogsgeweld onbeschermd trotseren. Ze beschermden zich daarom door de kerk te verstevigen en uit te bouwen. De bouw van de kerkburcht vond plaats zonder hulp van kerkelijke of wereldlijke machthebbers, en de burgers en boeren van Ostheim zorgden later ook zelf voor het onderhoud.
In 1419 werd de bouw van de eerste kerk Beatae Mariae Virginis voltooid. Ze stond vanuit verdedigingsoogpunt op een ongunstige plek omdat ze door vlak terrein was omringd. Ter bescherming werd vanaf 1417/1418 een eerste muur om het kerkterrein gebouwd. In de jaren tot 1450 ontstond een vestingmuur met hoge, slanke torens op de hoekpunten. Ten tijde van de Hussitische invasies in de jaren 1430 kwam er een dwingel en een buitenmuur bij. De Ottomaanse dreiging zorgde voor een verdere uitbreiding van het complex in 1579 en 1580. De buitenmuur met torens en de tussenliggende dwingel werd voltooid, de torens op de binnenste muur kregen schietgleuven voor de haakbussen en de noordzijde werd versterkt met een extra toren in het midden.

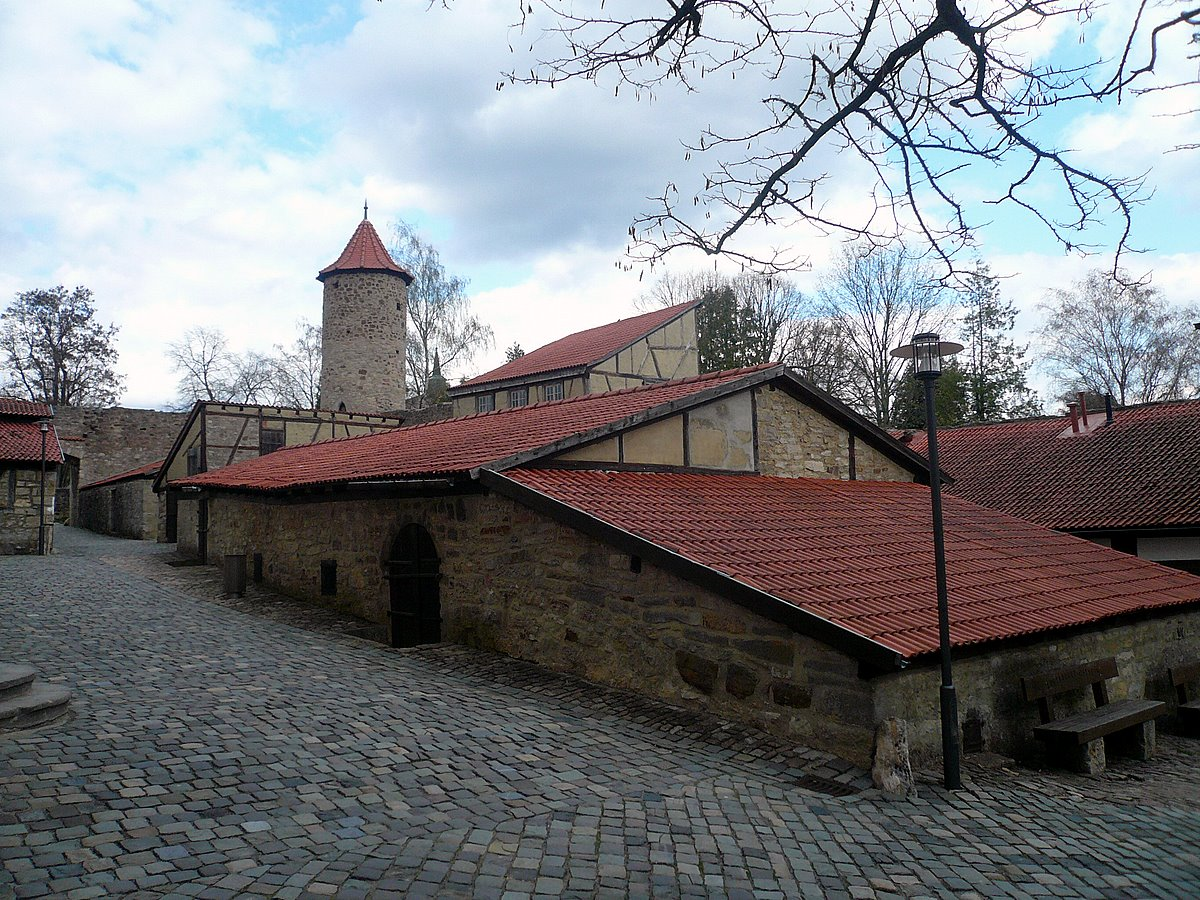
Oostelijke Gaden en Pulverturm

Tussen 1589 en 1620 werd op dezelfde plek een nieuwe kerk gebouwd omdat de bestaande kerk te klein was geworden voor de stadsbevolking. In 1634, tijdens de Kroatische invasie in de Dertigjarige Oorlog, werd de stad aangevallen. Tien burgers verdedigden de kerkburcht met haakbussen, maar moesten de burcht opgeven, om te voorkomen dat de stad zou worden afgebrand. De kerkburcht werd geplunderd, maar niet verwoest.

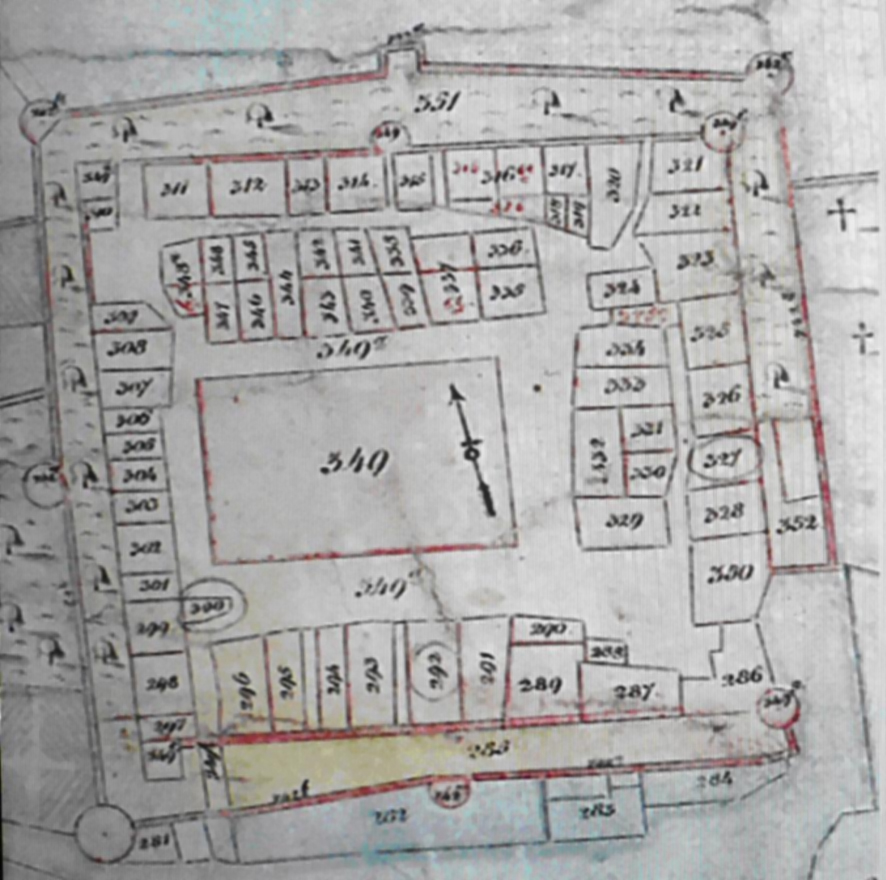
Kadasterplan uit 1830/31

Binnen de vestingmuren bevinden zich opslaghuizen (Gaden) met daaronder gewelfkelders met meestal boogvormige deuren, waarvan sommige van jaartallen zijn voorzien. Enkele Gaden kunnen daardoor op 1547, 1575, 1576, 1855 en 1864 worden gedateerd. Omdat de opslaghuizen tegen de buitenkant van de binnenste muur zijn gebouwd, ontstond er een extra verdedigingswal. De meeste Gaden bestaan uit gemetselde, tongewelfde kelders met daarboven huttenachtige bouwsels. De onderste verdiepingen zijn meestal gebouwd van breuksteen, de bovenverdiepingen zijn vakwerkbouw. In de Gaden werden etenswaren en drank opgeslagen, maar soms ook kostbaarheden. Omdat de Gaden in de loop der tijd vaak werden verbouwd en uitgebreid, hebben de nokken ongelijke hoogtes en liggen er op de daken verschillende soorten dakbedekkingen. In het kader van renovatie en behoud is een deel van de Gaden uniform gemaakt.
Omdat de kerkburcht in de loop van de 19e eeuw haar functie als verdedigingswerk verloor, werd ze niet meer verder uitgebouwd, maar alleen nog gerenoveerd. In de 19e eeuw werd in de noordelijke ringmuren een opening gecreëerd om een tweede ingang te realiseren. Tijdens de grote stadsbrand van 1878 raakte ook de kerkburcht beschadigd. In 1935 en 1936 werden de houten torenkamers van de hoektorens vernieuwd. Bij renovatiewerkzaamheden in de kerk in 1960 en 1961 zijn onder meer de plafondschildering opnieuw ingekleurd en muurfresco's aan de zuid- en westzijde blootgelegd. Aan de oostzijde werden twee kleine galerijen verwijderd en de balustrades van de andere galerijen nieuw geverfd.
Na de aankoop van de Gaden door de stad Ostheim in 1882 werd de kerkburcht uitgebreid opgeknapt. In 2002 en 2003 werden de kerkburcht en de kerk nog eens grondig gerenoveerd. In de zomer van 2008 opende het museum Lebendige Kirchenburg haar deuren. Dit museum, dat tegenover de toegangspoort staat en drie verdiepingen telt, toont de geschiedenis van Kirchburg Ostheim en van andere vestingkerken in Franken en Thüringen.

## Beschrijving
| 1. kerk 2. kerkplein 3. hoofdmuur 4. Schulglockenturm 5. Waagglockenturm 6. Achtlöchriger Turm 7. Pulverturm 8. Schalenturm | 9. toegangspoort 10. nieuwe toegangspoort 11. zijpoort 12. Dwinger 13. Zwingerturm 14. kerkschool 15. Steingaden 16. Gaden 17. begraafplaats |

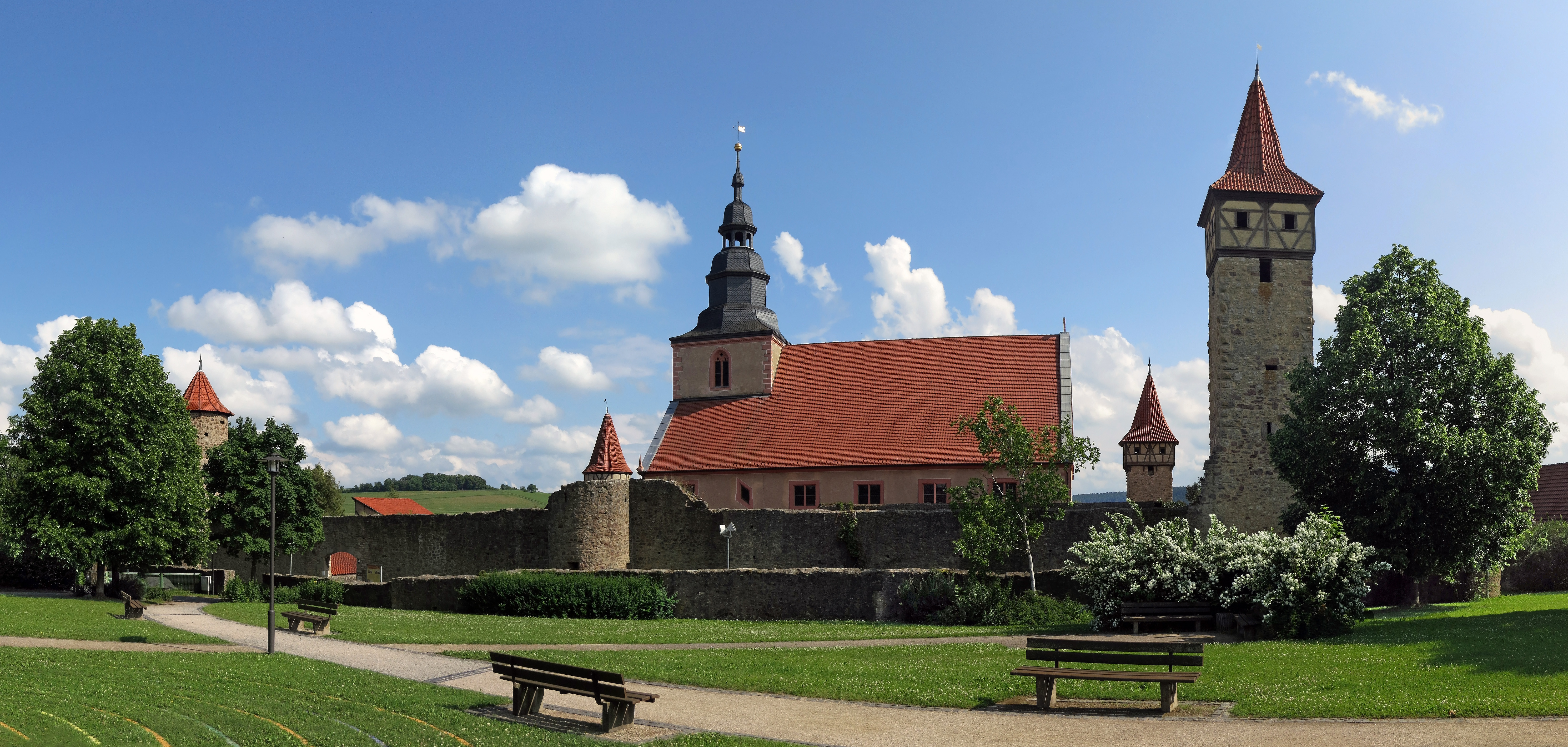
Kerkburcht, noordzijde

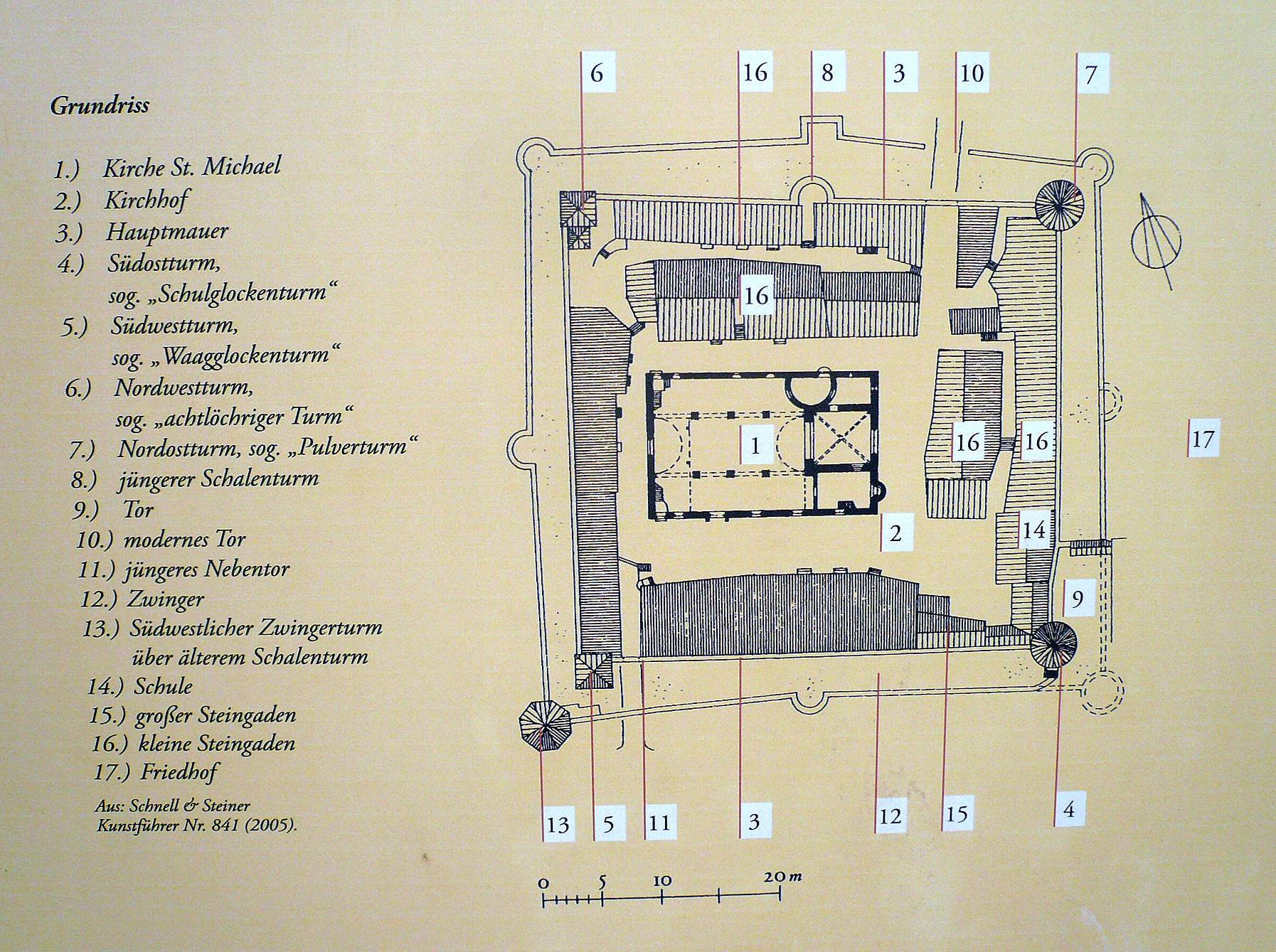
plattegrond van de Kerkburcht

De kerkburcht is door twee ringmuren omgeven en heeft een rechthoekige vorm. Het binnenste terrein heeft een afmeting van 60 bij 60 meter en wordt omringd door een muur die zes tot acht meter hoog is. Op elke hoek van de ringmuur staat een ongeveer 25 meter hoge hoektoren. De twee torens aan de oostkant zijn rond, de twee toren aan de westkant rechthoekig. De torens staan steeds 66 meter van elkaar verwijderd. In het midden van de noordelijke vestingmuur bevindt zich een bolwerk ter versterking. Om de binnenmuur ligt een dwingel met een breedte van 7,5 meter. De buitenste muur is vijf meter hoog, heeft torenachtige hoekbastions en telkens nog een bastion op de lange zijde. Een bolwerk aan de oostelijke buitenmuur is verloren gegaan. In de zuidwesthoek van de buitenmuur staat nog een vijfde verdedigingstoren, maar een toren op het zuidoostelijke hoekpunt is niet bewaard gebleven. De fundamenten van deze toren werden in 1991 bij bouwwerkzaamheden gevonden. Ook het aanpalende deel van de oostmuur is afgebroken.
In de dwingel waren weergangen, die alleen aan de zuidkant bewaard zijn gebleven. De breukstenen verdedigingsmuren zijn gedeeltelijk bepleisterd. Omdat in de bouwperiode van de kerkburcht met hand- en kruisbogen werd gevochten, zijn daarvoor verticale schietgleuven voor de kruisboogschutters aangebracht. Later kwamen er horizontale gleuven voor het gebruik van handvuurwapens. De militaire functie van het complex werd echter steeds minder belangrijk.
Op de buitenmuren sloten de, voor een deel bewaard gebleven, stadsmuren aan. In de zuidoosthoek gaf een boogvormige poort met een valhek toegang tot de kerkburcht. Een verdedigingsgracht omsloot het hele complex. Later werd de gracht gedempt en in de muren aan de noordzijde kwam een tweede toegang.
De Gaden staan voor het merendeel dicht tegen de binnenkant van de binnenmuur aan, maar aan de noordelijke en oostelijke kant zijn ze ook vrijstaand. Ze hebben een of twee verdiepingen en zijn voor een deel via smalle steegjes en via meerdere trappen toegankelijk. Ten zuiden van de kerk bevinden zich - deels gewelfde, deels in de rotsen uitgehouwen – kelders die tot onder de zuidelijke dwingel doorlopen. Bij ophanden zijnde aanvallen zochten de bewoners van Ostheim met hun belangrijkste bezittingen, voorraden en een deel van hun vee een tijdelijk veilig heenkomen in de kerkburcht. Mens en dier vonden onderdak in de kelders en Gaden. Die werden in vredestijd gebruikt om voorraden op te slaan. Vaak bezat een gezin een eigen Gaden met kelder, maar soms deelden meerdere gezinnen ook een Gaden. In de kelders bleef de temperatuur in de zomer en in de winter vrijwel constant. Daardoor bleven de opgeslagen goederen, zoals wijn en fruit, lang vers. Op de bovenverdiepingen werd hooi en graan bewaard.
In het midden van het complex staat de parochiekerk. De boogvormige toegangspoort van de kerkburcht in de zuidoosthoek is in originele staat bewaard gebleven. Op een van de, met ijzer beslagen, poortvleugels prijkt het jaartal 1622. Naast het poortgebouw bevindt zich de voormalige kerkschool, waarin tegenwoordig een natuurkundig museum is gehuisvest. De school was in de 16e eeuw een Latijnse school, later een meisjesschool. De leraar woonde boven de school. In de 19e eeuw werd het pand meerdere keren verbouwd. Na een laatste grondige renovatie en verbouwing rond 1980 wordt het gebouw tegenwoordig gebruikt voor wisselende exposities/tentoonstellingen. De Steingaden werd in 1466 en 1467 tegen de verdedigingsmuur aangebouwd en maakt deel uit van het uitgebreide Gaden- en keldercomplex binnen de fortificatie. Het uit breukstenen opgetrokken gebouw heeft twee ronde portalen en meerdere kijkspleten en werd in 1560 en 1664 verbouwd.

### Kerk

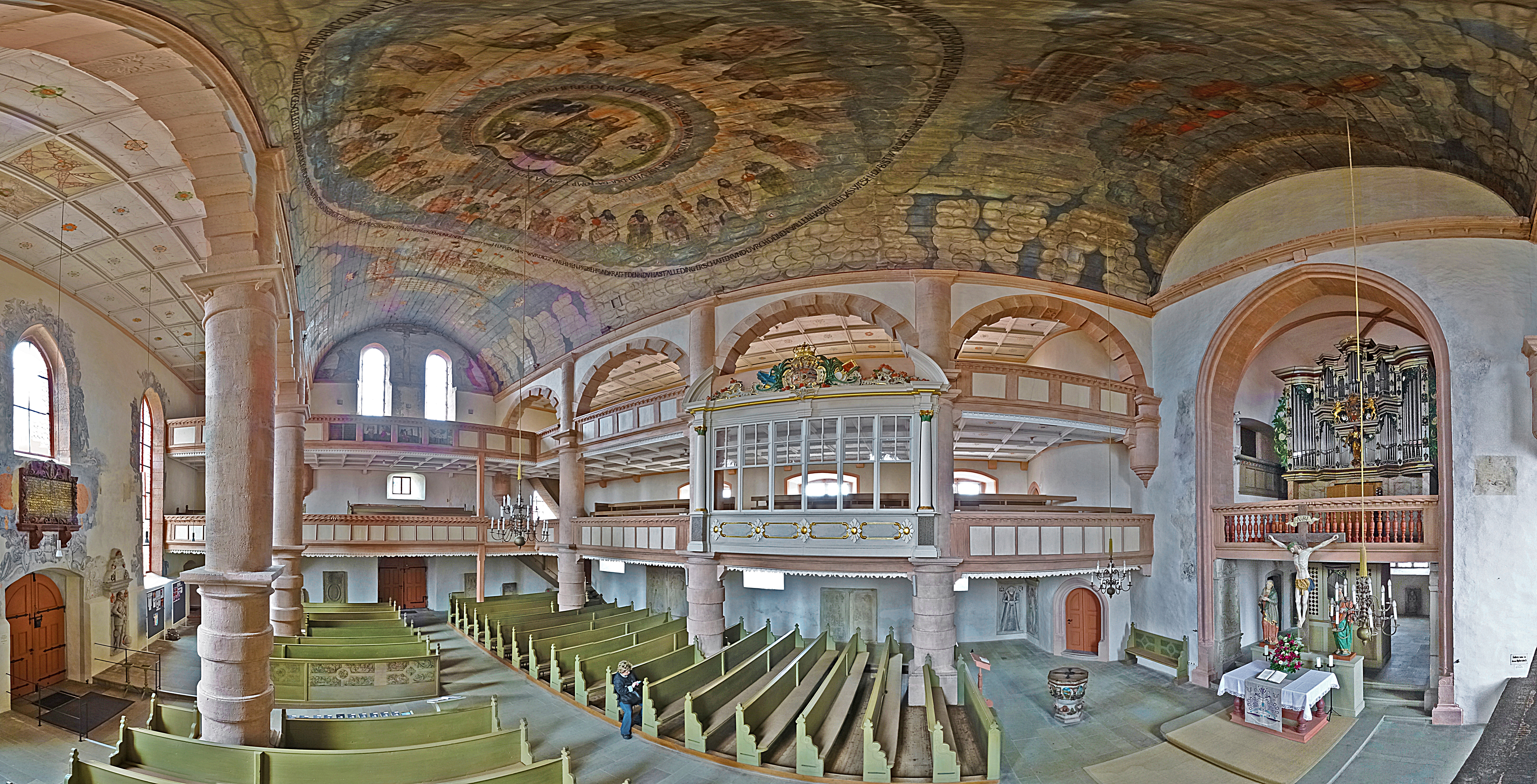
panorama

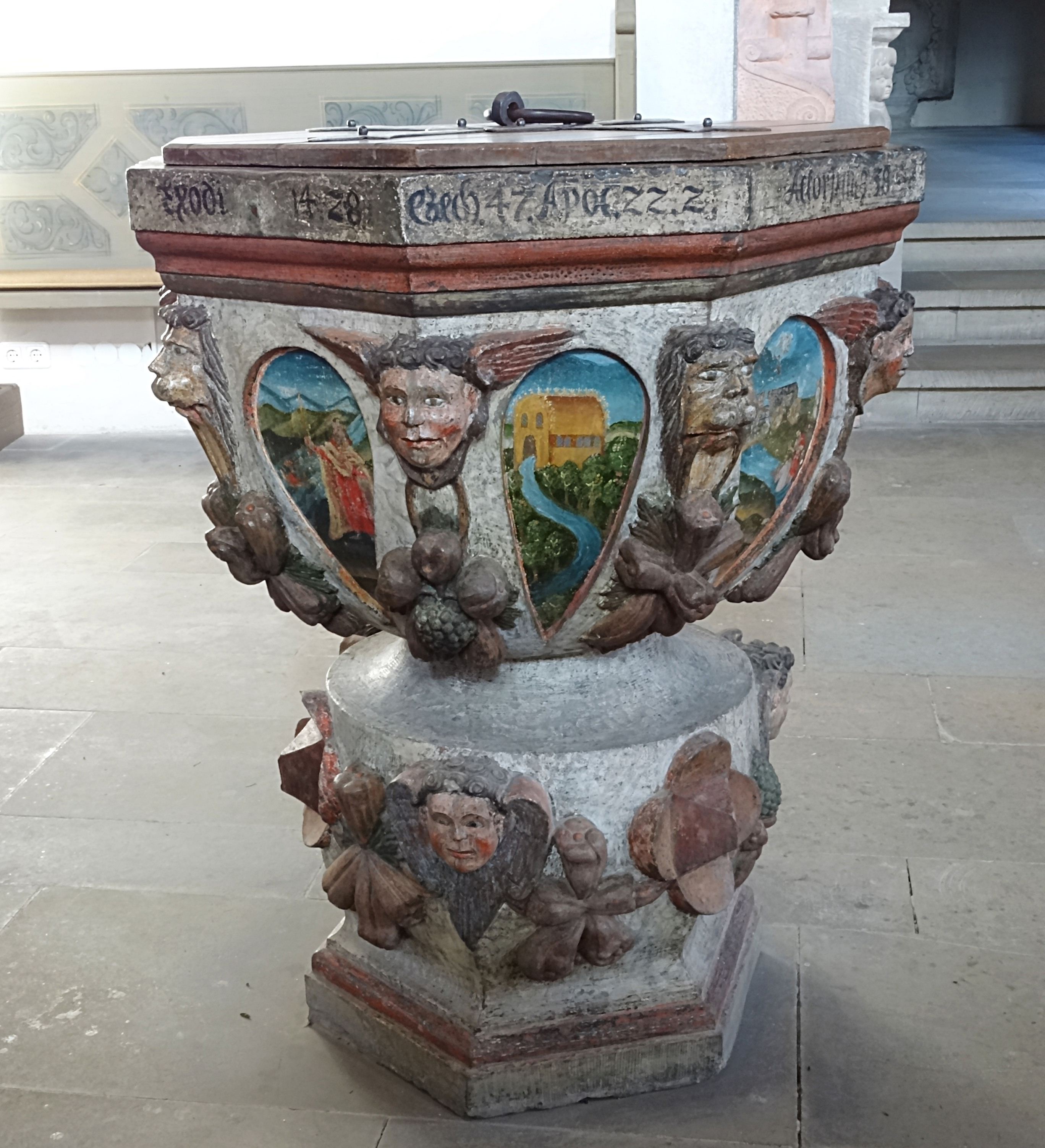
Doopvont van Hans Grüler

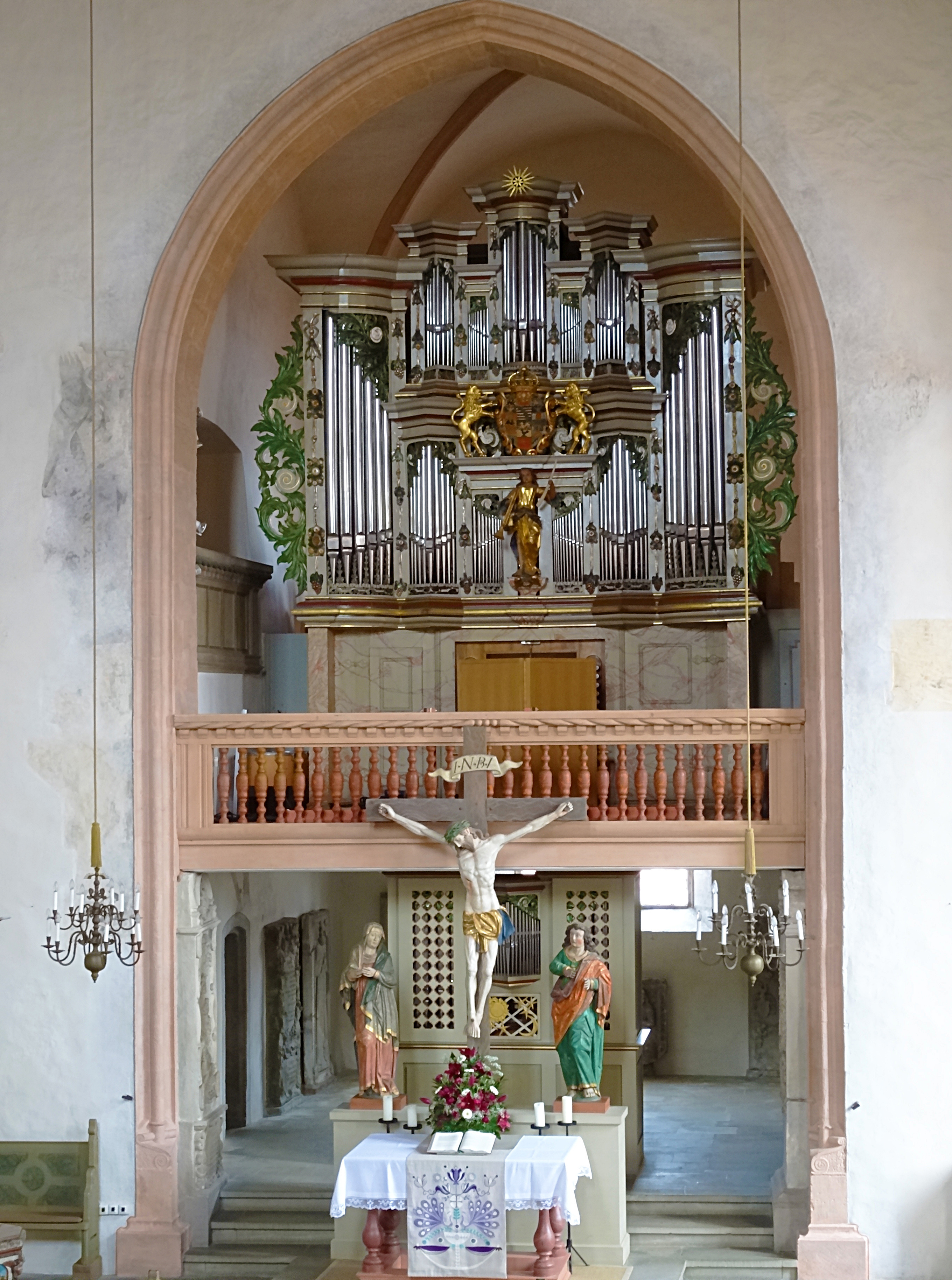
Koor met altaar en orgel uit 1738

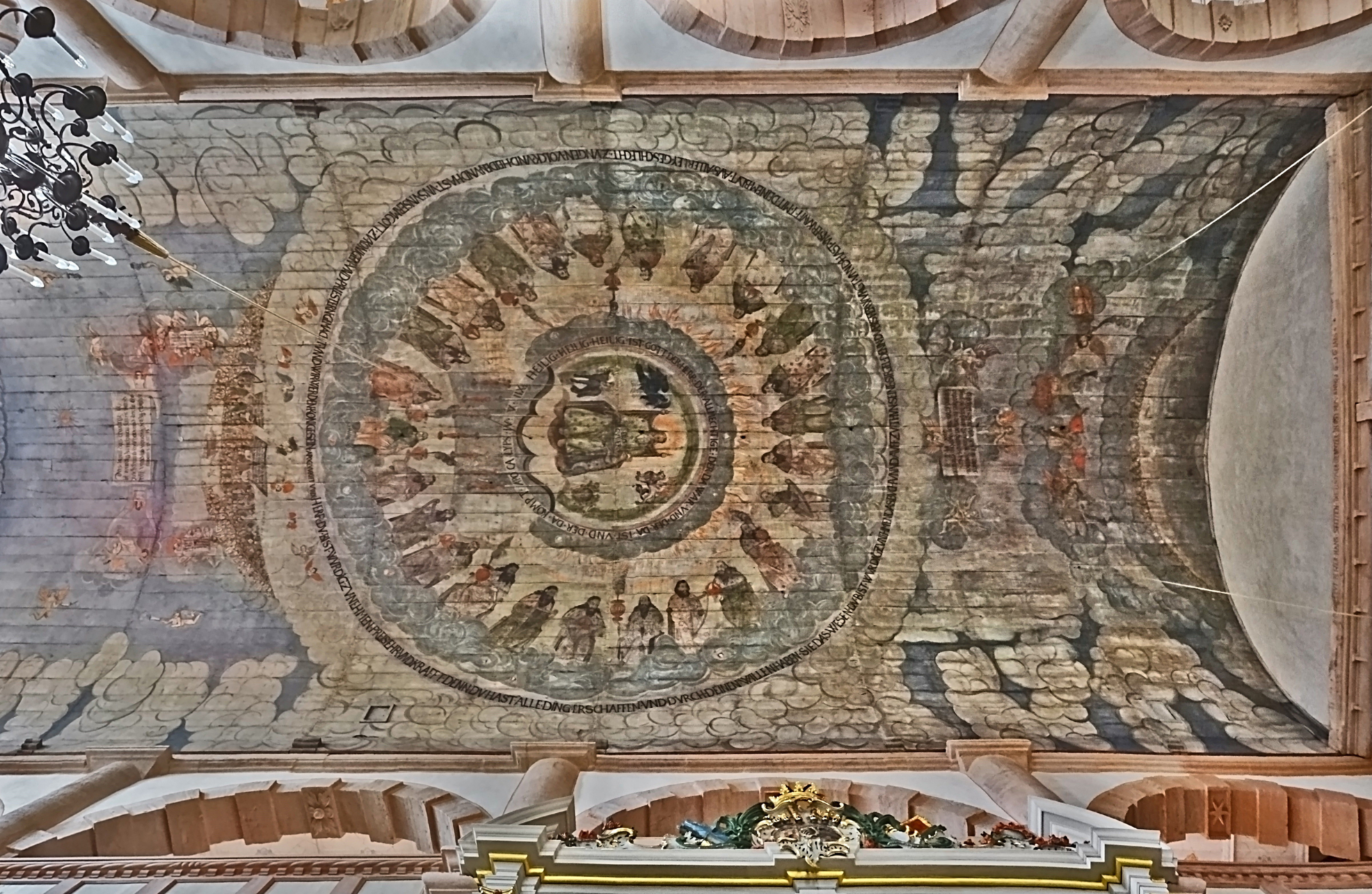
Plafondschildering van Nicolaus Storant

De oude kerk uit de 15e eeuw, die in 1589 aan de oost-, west- en noordzijde werd ommuurd, is in 1615 afgebroken. Alleen de toren bleef staan. Op dezelfde plek verrees tussen 1615 en 1620 de huidige kerk. Ze is een van de eerste protestantse stadskerken in Midden-Duitsland. De toren aan de oostzijde, die boven op het schip van de kerk staat, werd in 1579 en 1580 gebouwd ter vervanging van een voorganger met houten bovenstuk. De kerktoren heeft een klokvormige gebogen torenkoepel (een zogenaamde Welsche Haube) en spitsvormige ramen en ze steekt boven de verdedigingstorens uit. Op twee stenen in de zuidoosthoek van de torenverdieping staan het jaartal 1579 en de namen van de dominee Johann Schultheiß, die van 1575 tot 1591 in functie was, en van burgemeester Conrad Zinn vermeld. Beide mannen staan ook in profiel afgebeeld op de zuidgevel van de kerk.
Het rechthoekige gebouw bestaat uit drie schepen onder een zadeldak. De buitenmuren van de kerk waren oorspronkelijk regelmatig met zandsteen bepleisterd. Binnenin is de westelijke galerij meermalen verbouwd, maar in 1975 is het in oude staat teruggebracht. In 1695 zijn grote restauratiewerkzaamheden uitgevoerd. In 1738 kreeg de kerk nieuwe ramen en werden de galerijen wit geverfd. Na de stadsbrand van 1878 werd de kerk in 1881 grondig gerenoveerd. De laatste grotere restauratie vond in 2002 en 2003 plaats.
Het grote houten tongewelf werd in 1619 door Nicolaus Storant uit Meiningen voorzien van een plafondschildering. Het geeft de hemelse troon van God weer, zoals beschreven in hoofdstukken 4 en 5 van Openbaringen. Uit 1619 stamt ook een stenen offerblok van Hans Markert. Aan de noordelijke lange kant en aan de achterzijde bevinden zich twee, boven elkaar gelegen, galerijen met stoelen, met uitzicht op de kansel met de vier evangelisten. Met inbegrip van de galerijen, telt de kerk meer dan 1000 zitplaatsen.[16] De hoofdingang van de kerk aan de zuidkant dateert uit het jaar 1616 en is prachtig gedecoreerd in renaissancestijl. Het oostelijke portaal, eveneens in renaissancestijl met een obelisk, stamt uit 1615. Rond de ramen in de zuidelijke muur zijn christelijke taferelen geschilderd die Gods liefde, trouw en zorgzaamheid, Kain en Abel, en David en Goliath uitbeelden.
Tijdens de Dertigjarige Oorlog werden de oude kerkklokken omgesmolten. Reizende klokkengieters uit Lotharingen goten in 1645 twee klokken voor de stadskerk, waarbij de een van het stadswapen werd voorzien en de ander met de namen van de twee geestelijken van Ostheim en van de schenker. In 1714 barstte de grote klok en werd deze nieuw gegoten door Mattheus Ulrich. Hij verwerkte er de namen van de regerende hertog van Saksen en van ambtenaren en geestelijken in.

### Orgel

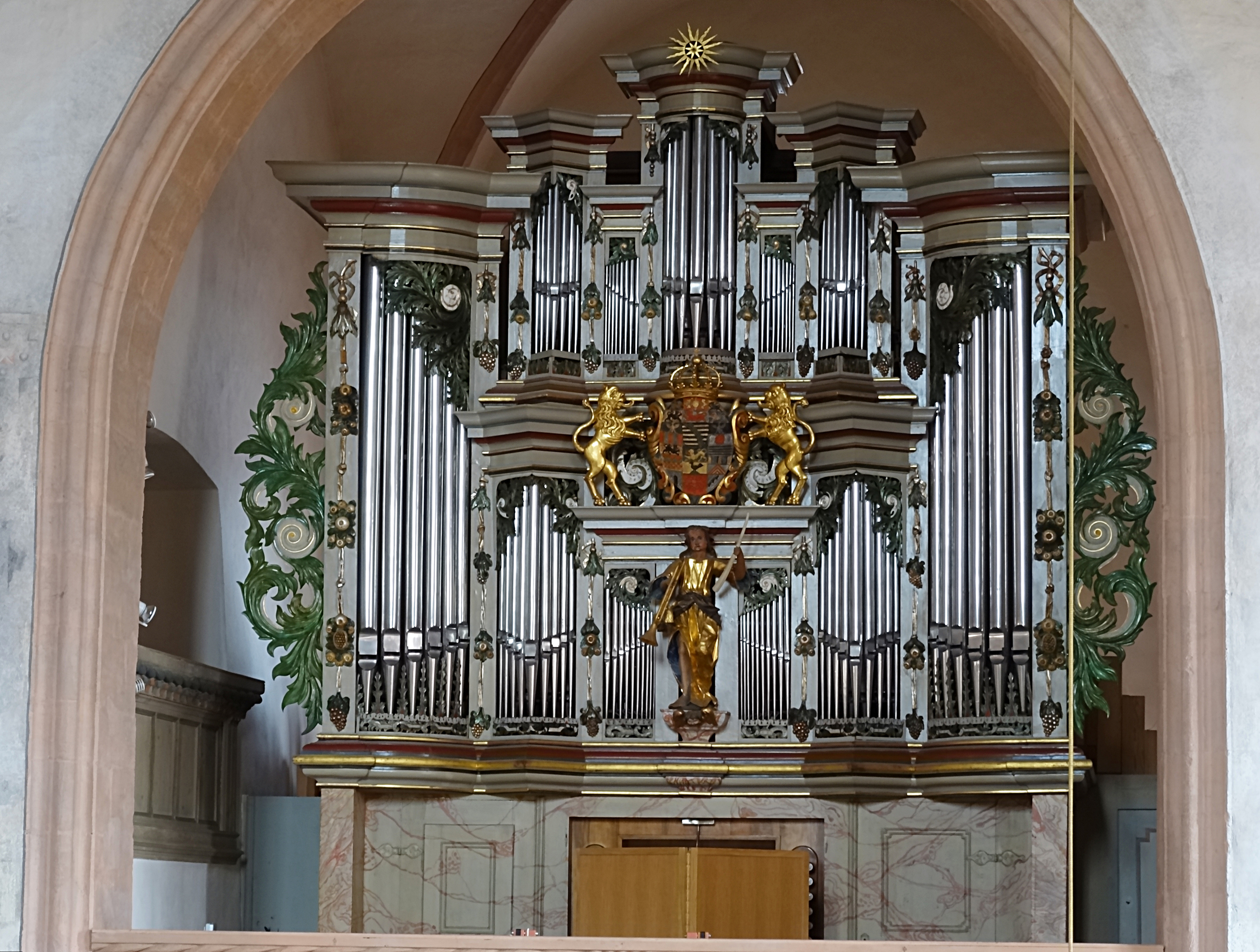
Orgel van Johann Ernst Döring

Het orgel in het koor is in 1738 gebouwd door Johann Ernst Döring. Het orgel heeft twee manualen en een pedaal met in totaal 37 registers. De orgelkast is in de originele kleuren teruggebracht en verguld. Onder de cymbelster houden twee vergulde leeuwen in het midden van de kast als schildhouder het wapen van de hertogen van Saksen vast. Onder het wapen staat een bazuinengel met beweegbare armen, die bij de renovatie opnieuw verguld is. Ook de twee grote omlijstingen in de vorm van bladranken zijn opnieuw uit hout gesneden. Bijzonder is dat wanneer het register Trompet 8' in het hoofdwerk wordt geactiveerd, een mechanisme in werking wordt gesteld waardoor de engelfiguur onder het wapenschild de trompet op de mond zet. Vanaf het orgel kan ook het koororgel bespeeld worden.
| I Hoofdwerk C,D–c3 |       |
| Quintatön          | 16′   |
| Principal          | 8′    |
| Gedackt            | 8′    |
| Gemshorn           | 8′    |
| Viola da Gamba     | 8′    |
| Octave             | 4′    |
| Flauto dolce       | 4′    |
| Quinte             | 3′    |
| Terz               | 31/5′ |
| Flageolet          | 2′    |
| Mixtur IV          | 2′    |
| Cymbel III         | 1′    |
| Trompete           | 8′    |

| II Positief C,D–c3 |    |
| Praestant          | 8′ |
| Quintatön          | 8′ |
| Flauto traverso    | 8′ |
| Salicional         | 8′ |
| Principal          | 4′ |
| Spitzflöte         | 4′ |
| Kleingedackt       | 4′ |
| Octave             | 2′ |
| Mixtur III         | 1′ |
| Dulcian            | 8′ |

| Pedaal C,D–d1 |        |
| Hoofdbas      | 16′    |
| Subbas        | 16′    |
| Quinte        | 12′    |
| Octaafbas     | 8′     |
| Gedekte Bas   | 8′     |
| Octaafbas     | 4′     |
| Mixtur V      | 2 2/3′ |
| Bazuinbas     | 16′    |

### Torens

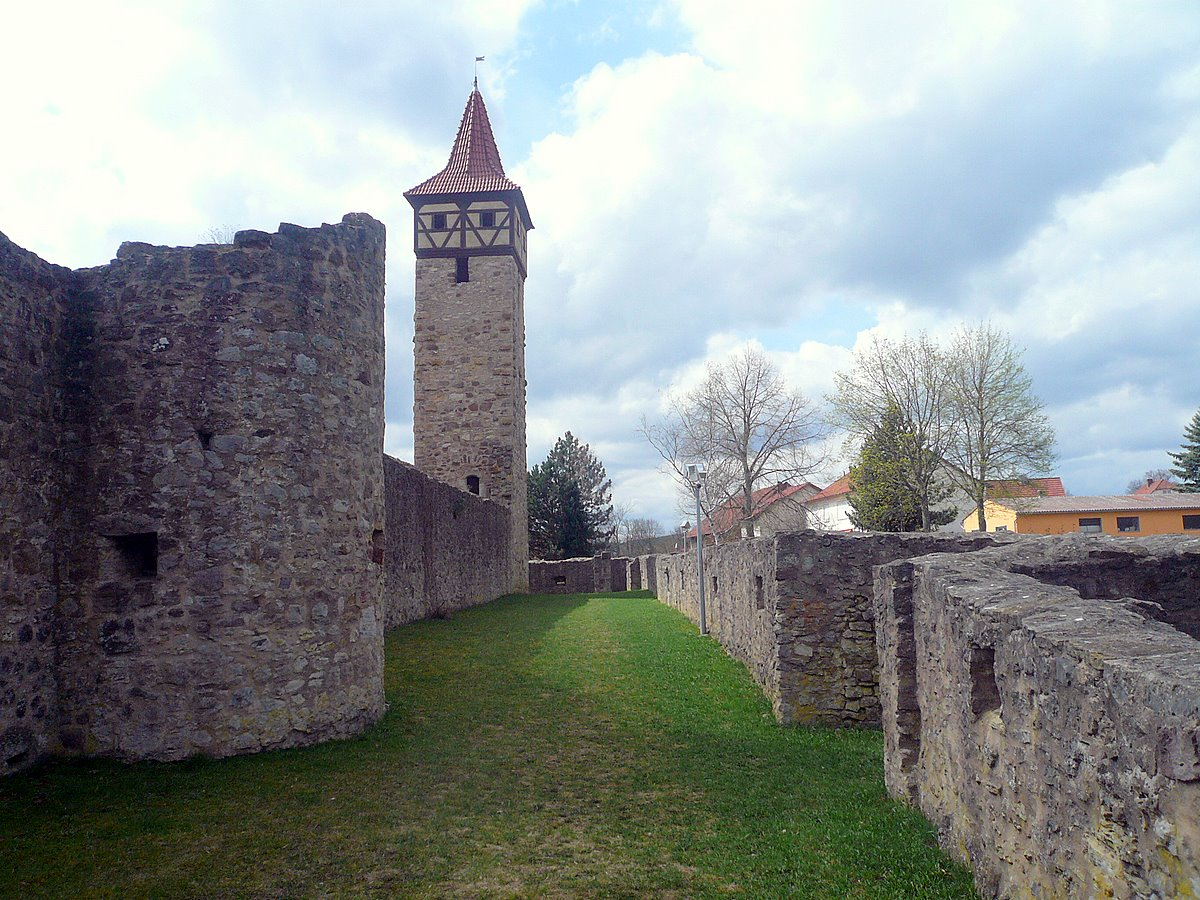
Achtlöchriger Turm en noordelijke dwingel

Op de binnenste ringmuur staan vier torens. De ronde Schulglockenturm (Schoolklokkentoren) in de zuidoosthoek heeft vijf verdiepingen, met de ingang op de tweede verdieping. Vanwege zijn ligging bij de destijds enige toegangspoort was de toren erg belangrijk. Hij werd in twee fasen gebouwd. De torenschacht stamt uit de jaren 1417/1418. De bovenste torenkamer en de zolderverdieping zijn na 1426 gebouwd. In de toren hing vroeger de schoolklok, vandaar de naam. Hij is 26 meter hoog en met een diameter van meer dan vijf meter is het de grootste verdedigingstoren van de kerkburcht.
De Achtlöchrige Turm (Toren met acht gaten) in de noordwesthoek dankt zijn naam aan de acht ramen in de bovenverdieping uit vakwerk. Hij is 22 meter hoog en heeft zes verdiepingen, waarvan de onderste vijf uit massieve breukstenen zijn opgebouwd. Elke verdieping, die via een ladder bereikbaar zijn, bestaat uit één open ruimte. De onderste verdiepingen met een nagenoeg vierkant ontwerp zijn in de jaren 1417 en 1418 gebouwd. Volgens een inscriptie werd de torenkamer in 1666 voltooid. In 1935 zijn de vakwerkmuren vernieuwd.

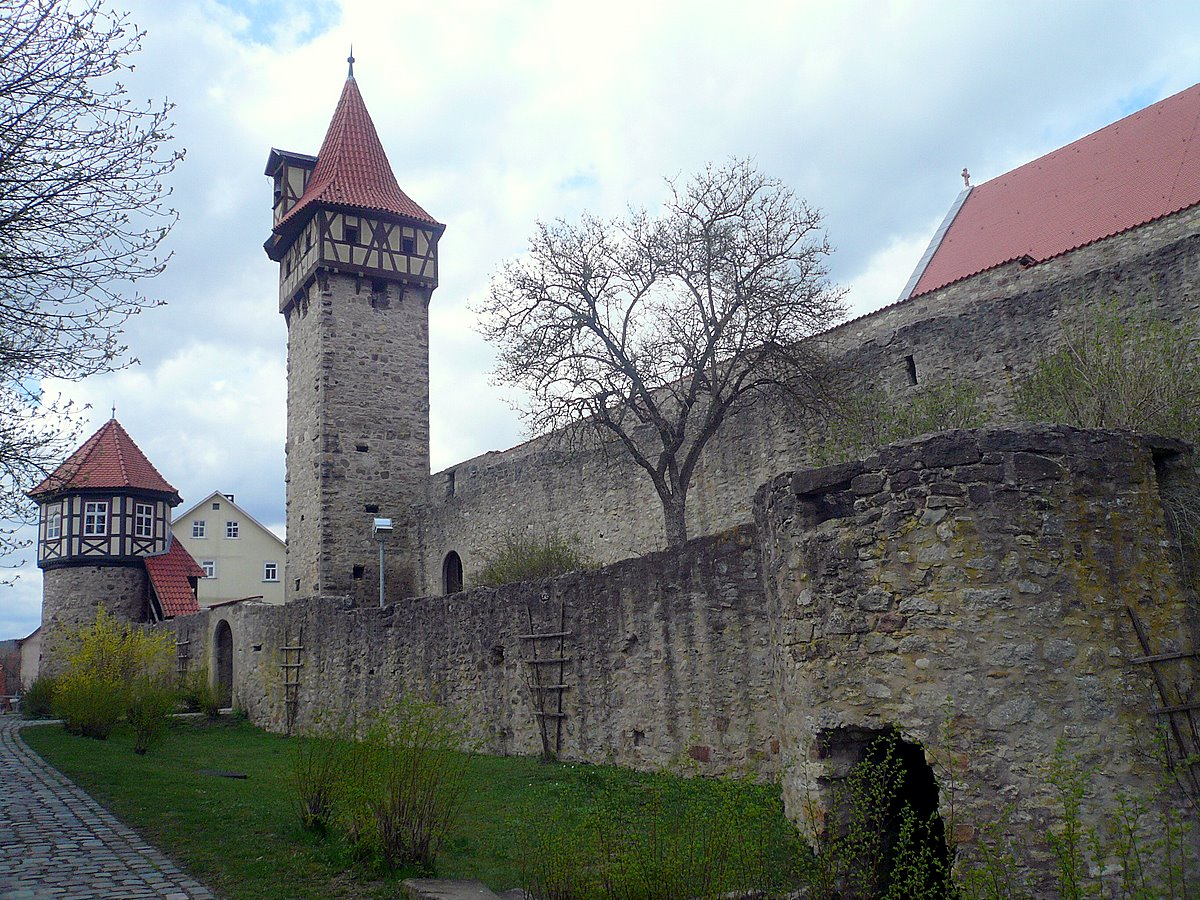
Waagglockenturm met zuidelijke muurdelen

De Waagglockenturm (Waagklokkentoren) met zijn rechthoekige vorm en ruwe trachietblokken op de hoeken staat in de zuidwesthoek. De buitenafmetingen van de toren zijn ongeveer 4,5 bij 4,8 meter. De onderste vijf verdiepingen zijn gebouwd van breuksteen, de bovenste drie zijn vakwerkbouw. De vakwerkbovenverdieping heeft een klokkenkamer en het dak is achthoekig. Het bouwjaar van de toren is niet bekend. De torenspits en de torenkamer dateren van na 1436. In de toren stond vroeger de stadswaag, waaraan de toren zijn naam te danken heeft. Uit het jaar 1618 is bekend dat de toren een uurwerk had. Door middel van een ijzeren mechaniek werd de klok elk uur geslagen en de tijd op een grote wijzerplaat aangegeven. De klok diende ook als brandklok en als signaal dat de stadswaag kon worden gebruikt. Daarom werd de toren in het verleden ook wel de Schlagturm genoemd. De Waagglockenturm is met 26,5 meter en zes verdiepingen de hoogste van de kerkburcht. Hij kan worden beklommen als uitzichttoren.
De ronde Pulverturm (Poeder- of (bus)kruittoren) in de noordoostelijke hoek heeft een hoogte van 16,5 meter en een diameter van ongeveer 4,5 meter. De massieve toren is geïntegreerd in de binnenste muur en is bereikbaar via een weergang. Opvallend is de verschillende muurstructuur van breukstenen over drie verdiepingen. De Pulverturm staat al met deze naam vermeld in een stadsrekening uit 1642. Er is echter geen bewijs dat hij als opslagplaats voor buskruit diende. Het bouwjaar is niet bekend. De toren zou in 1664 zijn herbouwd nadat hij tijdens de Dertigjarige Oorlog beschadigd was geraakt.
De ronde Wächterturm (Wachtertoren), ook wel Zwingerturm genoemd, staat op de zuidwestelijke hoekpunt van buitenste vestingmuur, in de buurt van de Waagglockenturm. De Wächterturm is de enige toren van de buitenste muur die bewaard is gebleven. De toren heeft een later toegevoegde bovenverdieping van vakwerk en een achthoekig puntdak. Hij telt drie verdiepingen en is onderkelderd. De hoogte is 11,75 meter. Een houten trap leidt naar de ingang op de eerste verdieping. Binnen voert een andere trap naar de tweede verdieping met twee kleine en een grotere kamer. Zij dienden als woon- en slaapkamers voor de brand- en nachtwachten die er van de 17e tot in de 19e eeuw woonden. In de 20e eeuw stond de toren een tijdlang ook bekend als de Kißlingsturm, naar de toenmalige bewoner met de naam Kißling.